# Achaearanea globosa
Achaearanea globosa är en spindelart som först beskrevs av Nicholas Marcellus Hentz 1850.  Achaearanea globosa ingår i släktet Achaearanea och familjen klotspindlar. Inga underarter finns listade i Catalogue of Life.